# Pieter van Os (journalist)
Pieter van Os (Garnwerd, 1971) is een Nederlands schrijver en journalist. Zijn artikelen verschijnen voornamelijk in NRC Handelsblad en De Groene Amsterdammer. In 2020 won hij de Brusseprijs, de jaarlijkse prijs voor het beste Nederlandstalige journalistieke boek, met Liever dier dan mens (2019, Prometheus).

## Loopbaan
Pieter van Os studeerde politieke theorieën in Minneapolis, Leiden en Barcelona. In de jaren negentig was hij redacteur van het radioprogramma Opium en van weekblad De Groene Amsterdammer. Daarna werd hij correspondent voor dit weekblad in de VS. Na terugkomst in Nederland werkte hij korte tijd als redacteur van Vrij Nederland en in 2008 begon hij als politiek verslaggever bij NRC Handelsblad. In het tv-programma Pauw & Witteman gaf hij regelmatig commentaar op de politieke praktijk in Den Haag.
Samen met Freke Vuijst werd Van Os in 2007 genomineerd voor een Tegel, in de categorie nieuws, met twee artikelen uit Vrij Nederland over de onrechtmatige overheidssteun die Eveline Herfkens ontving terwijl zij werkte bij de VN in New York.
Over zijn ervaringen als politiek verslaggever schreef Van Os het boek Wij begrijpen elkaar uitstekend. De permanente wurggreep van pers en politiek. Voorts schreef hij een boek over de Amerikaanse jaren van Johan Cruijff, stelde hij een bundel samen met buitenlandse artikelen over Nederland en bundelde hij brieven van en aan zijn vader over diens kerkbezoek.
In 2019 verscheen van zijn hand Liever dier dan mens. De jury van de Brusseprijs voor het beste Nederlandstalige journalistieke boek 2020 schreef over het boek onder andere: ‘Een journalistiek boek van dit verhalend-literaire niveau zie je zelden.’ In 2020 werd het boek bekroond met de Libris Geschiedenis Prijs.

## Bestseller 60
| Boeken met noteringen in de Nederlandse Bestseller 60 | Jaar van verschijnen | Datum van binnenkomst | Hoogste positie | Aantal weken | Opmerkingen                       |
| ----------------------------------------------------- | -------------------- | --------------------- | --------------- | ------------ | --------------------------------- |
| Liever dier dan mens                                  | 2019                 | 02-11-2020            | 17              | 2            |                                   |
| Tussen kunst en cash                                  | 2021                 | 28-04-2021            | 14              | 1            | in samenwerking met Arjen Ribbens |

## Persoonlijk
- Van Os is een zoon van kunsthistoricus, presentator en museumdirecteur Henk van Os. Zijn broer, Evert van Os, is algemeen directeur van kunstmuseum Singer Laren, in Laren.